# Muhammad Mizali
Muhammad Mizali, arab. ‏محمد مزالي‎ (ur. 23 grudnia 1925, zm. 23 czerwca 2010) – tunezyjski polityk i pisarz.
W 1947 wstąpił do partii Neo-Destur. Był ministrem w rządzie Al-Bahiego al-Adghama i Al-Hadiego Amary Nuwajry. Od 1965 członek Międzynarodowego Komitetu Olimpijskiego. Od 23 kwietnia 1980 do 8 lipca 1986 sprawował urząd premiera kraju, po czym wyemigrował.